# APXS

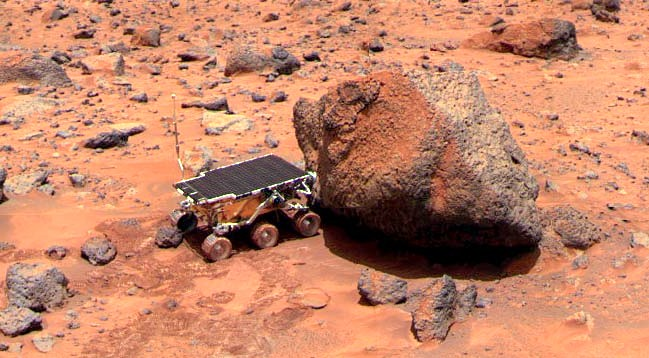
Камень «Йоги», изучаемый спектрометром APXS марсохода «Соджорнер» (1997).

Alpha particle X-ray spectrometer (APXS, с англ. — «Рентгеновский спектрометр альфа-частиц») — спектрометр, используемый для получения химического состава основных и второстепенных элементов (за исключением водорода) исследуемого образца. Образец бомбардируется α-частицами (4He2+) и рентгеновскими лучами. Обнаружение диффузии этих α-частиц и рентгеновской флуоресценции, возникающей в результате этой бомбардировки, позволяет узнать состав образца. Данный метод анализа элементного состава образца чаще всего используется в космических миссиях, где требуется небольшой вес, небольшой размер и минимальное энергопотребление. Другие методы (например, масс-спектрометрия) являются более быстрыми и не требуют использования радиоактивных материалов, однако требуют более крупного оборудования с менее скромными требованиями к энергопотреблению. Вариантом APXS является альфа-протон рентгеновский спектрометр, использовавшийся в миссии Mars Pathfinder, который также регистрирует протоны. APXS, также как и APS (предыдущая версия без использования рентгеновского спектрометра), использовались во многих космических миссиях: Surveyor, Фобос, «Марс-96», Mars Pathfinder, Mars Exploration Rover, Mars Science Laboratory, Rosetta. Спектрометры APS/APXS будут включены в несколько предстоящих миссий, включая луноход Чандраян-2.

## Физические процессы
В APXS источником альфа-излучения обычно является кюрий-244 (период полураспада 18,1 года). Во время альфа-распада вне альфа-потока генерируются рентгеновские лучи, что усложняет интерпретацию записанных спектров — информация об характеристическом рентгеновском излучении образца формируется с учётом излучения α-источника.
Из-за сложного характера физических процессов определения химического состава исследуемого материала (марсианских пород или грунтов), требуется одновременное использование различных типов детекторов. В миссии Mars Pathfinder (1997) на марсоходе «Соджорнер» был установлен APXS с детектором элементарных частиц. Тогда было обнаружено, что в случае лёгких элементов на поверхности образца (включая углерод и кислород) наиболее эффективной характеристикой является альфа-излучение (энергия и числа, связанные с соответствующим типом элемента и его концентрацией). Для элементов с атомными номерами в диапазоне 9-14 эффективной характеристикой является значение энергии, высвобождаемой протонами, а для самых тяжелых элементов (наименее распространенных) — спектр испускаемых рентгеновских лучей. 

## Альфа-протон рентгеновский спектрометр
Первые версии APXS, оснащённые детектором альфа-частиц, протонов и рентгеновских лучей, были установлены в 1950-х годах на американских спускаемых аппаратах «Сервейер 5-7» (1967-1968); APXS был также на борту советских космических станций Фобос (1988). Его использование также предусматривалось в программе неудачной миссии «Марс-96». Во время миссии Mars Pathfinder (1996-1997) марсоход «Соджорнер» имел в своём составе APXS массой 600 г с потребляемой мощностью 300 мВт, подготовленный для изучения концентрации элементов, если их доля превышает 1% (включая углерод, азот и кислород). Пучок альфа-излучения от кюрия-244 (активностью 50 мКи) направлялся на исследуемую поверхность диаметром 50 мм. Российские источники излучения на основе кюрия-244 производства АО «ГНЦ НИИАР» поставлялись для комплектации альфа-протон-рентгеновских спектрометров марсоходов «Соджорнер», «Оппортьюнити» и «Кьюриосити», спускаемого аппарата «Филы», а также лунохода «Викрам». Для регистрации спектра рентгеновского излучения и сигналов, получаемых детекторами излучения частиц (альфа-частиц и протонов), использовался электронный модуль с размерами 80 × 70 × 60 мм. 

## APXS марсоходовMERиMSL
APXS марсохода «Соджорнер», использовавшийся во время миссии Mars Pathfinder, впоследствии был усовершенствован. Улучшенная версия APXS устанавливалась на борту марсоходов миссии Mars Exploration Rover — «Спирите» (MER-A) и «Оппортьюнити» (MER-B), которые совершили посадку на красную планету в январе 2004 года.
На детекторной головке APXS марсоходов MER, которая закреплялась на их манипуляторах, были размещены шесть излучателей из кюрия-244. Излучатели покрывались слоем алюминия толщиной 3 мкм, что уменьшало энергию излучаемых α-частиц с 5,8 до 5,2 МэВ. В коллиматоре создавался параллельный пучок диаметром 38 мм. Шесть детекторов рассеянных альфа-частиц размещались вокруг источников излучения. В центре APXS находился кремниевый рентгеновский детектор. Время регистрации одного спектра составляло не менее 10 часов.
Марсоход нового поколения Mars Science Laboratory получил обновленную версию APXS. Изменения по сравнению с APXS марсоходов MER включают в себя удвоение количества кюрия-244 (700 мкг радиоактивного изотопа с активностью 600 мКи) и внедрение элемента Пельтье для охлаждения рентгеновского детектора, что позволило работать во время марсианского дня. Для калибровки APXS на марсоходе устанавливается базальтовая мишень. Головка датчика может контактировать с исследуемой поверхностью или нависнуть над ней на заданном расстоянии (обычно менее 2 см).
APXS марсохода MSL имеет в несколько раз большую чувствительность, чем APXS марсоходов MER — примерно в три раза лучше в случае элементов с малыми атомными номерами и примерно в шесть раз лучше в случае элементов с более высокими атомными номерами. Анализ малых концентраций, например, 100 частиц на миллион для никеля и около 20 частиц на миллион для брома, занимает около 3 часов. Анализ элементов, присутствующих в количествах около 0,5% (например, натрий, магний, алюминий, кремний, кальций, железо, сера), проводится в течение 10 минут (или быстрее).
Во время анализа может быть зарегистрировано до 13 спектров, представленных в виде потока последовательных сигналов от датчиков. Собранные данные согласно внутреннему программному обеспечению делятся на равные промежутки времени для последующей обработки.
|                                                             |                                                                           |                                                        |                                                              |
| Альфа-протон рентгеновский спектрометр марсохода Соджорнер. | Спектрометр APXS марсоходов миссии Mars Exploration Rover крупным планом. | APXS марсоходов миссии Mars Exploration Rover на Марсе | Спектрометр APXS марсохода Mars Science Laboratory на Марсе. |